# Don't Call It Mystery
Don't Call It Mystery (ミステリと言う勿れ, Misuteri to Iu Nakare) est un josei manga de Yumi Tamura, prépublié dans le magazine Monthly Flowers au départ sous la forme d'une histoire courte en novembre 2016, puis en série à partir de novembre 2017, et publié par l'éditeur Shōgakukan en volumes reliés avec un premier volume sorti le 10 janvier 2018. La version française est éditée par Noeve Grafx avec un premier volume sorti le 14 mai 2021.
Une adaptation en drama de 12 épisodes est diffusé sur Fuji TV entre le 10 janvier 2022 et le 28 mars 2022.

## Synopsis
Un jour d'hiver, l'étudiant universitaire Totonō Kunō est amené au commissariat de police pour y faire l'objet d'une enquête menée par des détectives du commissariat d'Ohinari, qui ont visité son appartement en lien avec le meurtre de Sagae, un camarade de classe et ancien élève du lycée. Ce dernier avait été vu en train de se disputer avec quelqu'un qui ressemblait à Kuno la veille au soir. Kuno nie catégoriquement avoir commis le crime et commence à enquêter sur un inspecteur appelé Yabu et ses amis.

## Personnages
Totonō Kunō
Shioji Kariatsumari
Yura Akamine
Asaharu Rumazaka
Rikinosuke Kariatsumari
Neo Hahakabe

## Médias

### Manga
Scénarisé et dessiné par Yumi Tamura, Don't Call It Mystery est originellement prépublié dans le magazine josei Monthly Flowers en tant que one shot le 28 novembre 2016. L'œuvre commence sa prépublication en tant que série dans le même magazine à partir du 28 novembre 2017. Shōgakukan publie la série au format tankōbon avec un premier volume sorti le 10 janvier 2018.
Au départ le manga portait le sous titre traduit "Do Not Say Mystery", mais depuis le tome 10 le sous titre est désormais "Don't Call it Mystery", qui est également le titre de la série à l'international. 
La version française est publiée par Noeve Grafx avec un premier volume sorti le 14 mai 2021. La série est traduite à quatre mains par Patrick Honnoré et Yukari Maeda jusqu'au tome 9, puis par Sébastien Descamps à partir du tome 10 (une erreur sur la page des crédits en fin de tome l'indique comme étant le traducteur du tome 9 mais il s'agit bien encore de l'ancienne équipe). En Europe la série est également parue en Espagne et Italie, c'est la première publication d'une série de l'autrice dans ces deux pays. 
Lors de l'Anime Expo 2022, Seven Seas Entertainment annonce la publication de la série en version anglaise avec un premier tome sorti le 30 mai 2023. 

#### Liste des volumes
| no | Japonais          | Japonais          | Français         | Français          |
| no | Date de sortie    | ISBN              | Date de sortie   | ISBN              |
| -- | ----------------- | ----------------- | ---------------- | ----------------- |
| 1  | 10 janvier 2018   | 978-4-09-870029-5 | 14 mai 2021      | 978-2-490676-75-0 |
| 2  | 10 mai 2018       | 978-4-09-870120-9 | 22 octobre 2021  | 978-2-490676-77-4 |
| 3  | 10 octobre 2018   | 978-4-09-870204-6 | 10 décembre 2021 | 978-2-38316-087-8 |
| 4  | 8 février 2019    | 978-4-09-870406-4 | 20 mai 2022      | 978-2-38316-098-4 |
| 5  | 10 septembre 2019 | 978-4-09-870542-9 | 24 mars 2023     | 978-2-38316-163-9 |
| 6  | 10 février 2020   | 978-4-09-870861-1 | 25 août 2023     | 978-2-38316-282-7 |
| 7  | 10 septembre 2020 | 978-4-09-871103-1 | 9 février 2024   | 978-2-38316-509-5 |
| 8  | 10 mars 2021      | 978-4-09-871277-9 | 3 octobre 2025   | 978-2-38316-676-4 |
| 9  | 9 juillet 2021    | 978-4-09-871400-1 | 3 octobre 2025   | 978-2-38670-018-7 |
| 10 | 10 décembre 2021  | 978-4-09-871497-1 |                  |                   |
| 11 | 10 juin 2022      | 978-4-09-871690-6 |                  |                   |
| 12 | 10 janvier 2023   | 978-4-09-871884-9 |                  |                   |
| 13 | 8 septembre 2023  | 978-4-09-872214-3 |                  |                   |
| 14 | 10 juin 2024      | 978-4-09-872672-1 |                  |                   |
| 15 | 10 mars 2025      | 978-4-09-872897-8 |                  |                   |

### Drama

Logo original du drama.

Une adaptation en drama est annoncée en juin 2021, avec Masaki Suda dans le rôle de Totonō Kunō. Il est diffusé sur Fuji TV entre le 10 janvier 2022 et le 28 mars 2022,. Il est réalisé par Hiroaki Matsuyama, sur un scénario de Tomoko Aizawa et une musique de Ken Arai. Le thème de la série, Chameleon (カメレオン, Kamereon), est interprété par King Gnu. Le service de streaming Viki ajoute la série à son catalogue en mai 2022.
En novembre 2022, Fuji TV annonce un film en prise de vues réelles, avec Suda reprenant le rôle de Totonō Kunō. Matsuyama, Aizawa et Arai reprennent également leur rôle de la série. Le film, basé sur l'arc d'Hiroshima (tomes 3-4), est diffusé le 15 septembre 2023.

## Accueil
La série comptait plus de 9 millions de copies en circulation en juillet 2021, 13 millions en décembre 2021, 16 millions en juin 2022 et plus de 18 millions en janvier 2023. Le tome 13 de la série a été imprimé a plus de 450 000 exemplaires, ce qui en fait la troisième série de Shogakukan générant le plus de ventes sur l'année 2023, derrière Détective Conan et Frieren, et la première de la catégorie féminine. 
En 2019, le manga est nommé pour le 12e Grand prix du manga et se classe 2d avec 78 points ; en 2020, il est nommé pour le 13e prix et se classe 6e avec 54 points. En 2019, la série est nommée pour le 65e Prix Shōgakukan dans la catégorie générale puis remporte le prix de la 67e édition dans la même catégorie aux côtés de Nigatsu no Shōsha (en) en 2022,. Il est nommé pour le 44e Prix du manga Kōdansha dans la catégorie générale en 2020. Le manga est nommé pour le 26e Prix culturel Osamu-Tezuka en 2022.
La série se classe 2de de la liste Kono Manga ga sugoi! de Takarajimasha pour un lectorat féminin, puis 4e de la liste de 2020, 6e de la liste de 2021 et 10e de la liste de 2022. La série de place 24e de la liste "Book of the Year" 2019 du magazine Da Vinci; puis 5e de la liste de 2020, 2de de la liste de 2021 et 4e de la liste de 2022.